# Medellín (píseň)
„Medellín“ je společná píseň americké zpěváčky Madonny a kolumbijského zpěváka Malumy, ze čtrnáctého studiového alba Madonny, Madame X (2019). 

Píseň produkovaly Madonna, Mirwais a textařský se podíleli Maluma a Edgar Barrera. „Medellín“ byla vydána jako hlavní singl 17. dubna 2019 u vydavatelství Interscope Records. Píseň je pojmenována po městě jenž se nachází v Kolumbii, ve kterém se Maluma narodil, je to latinskoamerická popová skladba s prvky reggaetonu a tanečního popu.
Medellín získala pozitivní recenze od většiny hudebních kritiků. Písni se nepodařilo zajistit si svou pozici v žebříčku Billboard Hot 100,
Videoklip režírovali Diana Kunst and Mau Morgó, byl zveřejněn dubnu 2019, speciálně v živém přenosů prostřednictvím MTV.
Písnička byla součástí seznamu písní koncertu Madame X Tour (2019–20) a také koncertu zpěváka Malumy 11:11 World Tour (2019–21).

## Informace o písni
V roce 2017 se Madonna přestěhovala do Lisabonu, když hledala nejlepší fotbalovou akademii pro svého syna Davida Bandu. který se chtěl stát profesionálním fotbalistou asociace.
Od září 2017 byl vliv portugalské hudby na Madonninu novou desku stále víc a víc zřejmý. Začala se v Lisabonu scházet s tamními zpěváky a umělci a v červnu 2018 pak s nimi a s Mirwaisem dokonce nahrávala.
Madonna v rozhovoru pro americký týdeník Entertainment Weekly prozradila: „No, jak jistě víte, přestěhovala jsem se do Lisabonu, a tak poslouchám hodně tamní hudby, jako fado, což je tradiční portugalská hudba. Najdete tu pestrou směsici lidí i hudebních stylů. Můžete chodit ven každý večer a pokaždé narazíte na jinou hudbu. 
Hrají tu skvělý jazz. Takže teď poslouchám místní umělce, o kterých jsem nikdy neslyšela, a to je tím, co mě v tuto chvíli inspiruje.“
Pro album producenta Mirwaise, s kterým již v minulosti spolupracovala na svých albech Music (2000), American Life (2003) a Confessions on a Dance Floor (2005).
Hudebně se jedná o latinskoamerickou popovou píseň s prvky klasického reggaetonu a dobře naladěného tanečního popu, s nádechem kubánského tance ča-ča-ča Skladbu, napsali Madonna, Maluma, Mirwais a Edgar Barrera, zatímco produkce se ujal zpěvák Mirwais. „Medellín“ je dvojjazyčná, texty jsou v angličtině a ve španělštině.

## Videoklip
Videoklip byl natočen v paláci Quinta Nova de Assunção nedaleko Lisabonu. Madonna a její osazenstvo chtěli původně videoklip natočit v Carmo Convent, Carmo Convent je karmelitánský klášter jehož ruiny se nacházejí v portugalském hlavním městě Lisabonu na náměstí Largo do Carmo, avšak byl té době rekonstrukci, takže od natáčení se nekonalo.
Režiséry videoklipu byli španělská režisérka Diana Kunstová a multidisciplinární umělkyně Mau Morgó. Madonna poznamenala, že nejprve viděla Kunstovo dílo, a poznamenala, že režisér byl ovlivněn stejnými malíři a filmaři, o které se zajímala, jako jsou surrealističtí malíři Frida Kahlo a Leonora Carrington. Madonna cítila, že její videa byla „velmi malířská a milovala jsem její barevnou paletu“, protože chtěla, aby video pro „Medellín“ vypadalo jako namalovaný obraz.
Hudební video bylo vydáno v dubnu 24, 2019, během živého vysílání MTV UK a MTV speciálu, který byl prezentován Trevorem Nelsonem, kterého se Madonna zúčastnila ze televizního studia v Londýně, zatímco Maluma se zúčastnil z Miami. Přímý přenos se vysílal se v mnoha sítích MTV a i na digitálních kanálech.
Vzhled, který Madonna nosila v hudebním videu, poskytl tým vedený stylistou a módním editorem i-D Ib Kamarou, spolu s konzultantem stylingu Eyobem Yohannesem a stylistou Miguelem Cerverou, zatímco Malumův osobní stylista Julian Rios vytvořil svůj vlastní vzhled. Madonnine dlouhé loketní kožené rukavice byly vyrobeny v Itálii newyorskou designérkou Carolinou Amatovou, jako pocta umělkyní Marthy Grahamové, který ji inspiroval k vytvoření Madame X alter-egu.

## Umístění ve světě
| Hitparáda (2019)                              | Umístění |
| --------------------------------------------- | -------- |
| Argentina                                     | 57.      |
| Belgie                                        | 8.       |
| Čína China Airplay                            | 12.      |
| Euro Digital Songs (Billboard)                | 15.      |
| Finsko Digital Songs                          | 5.       |
| Francie Downloads                             | 11.      |
| Chorvatsko                                    | 9.       |
| Kolumbie: (Monitor Latino), (National-Report) | 10.      |
| Kolumbie: (Monitor Latino), (National-Report) | 32.      |
| Italie                                        | 37.      |
| Japonsko (Japan Hot 100)                      | 73.      |
| Maďarsko (Single Top 40)                      | 9.       |
| Mexiko Mexico Espanol Airplay (Billboard)     | 19.      |
| Nový Zéland Hot Singles                       | 37.      |
| Panama                                        | 17.      |
| Polsko (Polish Airplay Top 100)               | 32.      |
| Portugalsko Digital Songs (Billboard)         | 4.       |
| Rumunsko (Airplay 100)                        | 81.      |
| Skotsko                                       | 42.      |
| Slovensko (Rádio Top 100)                     | 53.      |
| Španělska singlová hitparáda                  | 67.      |
| Švédsko Digital Songs'' (Billboard)           | 5.       |
| Švýcarsko                                     | 69.      |
| Anglická singlová hitparáda                   | 87.      |
| US Dance Club Songs (Billboard)               | 1.       |
| US Hot Latin Songs (Billboard)                | 18.      |
| Venezuela                                     | 5.       |

| Hitparáda (2019)                   | pozice |
| ---------------------------------- | ------ |
| Portugal Digital Songs (Billboard) | 1150   |
| US Dance Club Songs (Billboard)    | 27     |
| Hungary (Single Top 40)            | 86     |

## Certifikace
| Stát   | certifikace | prodejnost |
| ------ | ----------- | ---------- |
| Italie | Zlatá deska | 25 000     |